# Алмере
Алмере (нидерл. Almere) — город и община в провинции Флеволанд в центральной части Нидерландов. Граничит с общинами Лелистад и Зеволде. Община Алмере состоит из районов Алмере Стад, Алмере Хавен, Алмере Бёйтен, Алмере Хаут, Алмере Порт (строится) и Алмере Пампус (в стадии проектирования).
Алмере один из наиболее молодых городов в Нидерландах. Его первый дом был закончен в 1976 году, Алмере стал отдельной общиной только в 1984 году. Он является крупнейшей общиной в провинции Флеволанд с населением 183 270 человек (на 1 января 2008 года).

## География
Алмере расположен в польдере на юге провинции Флеволанд. Он — наиболее западная община в провинции. Алмере граничит на западе и севере с озером Маркермер, на северо-востоке с общиной Лелистад, на востоке с общиной Зеволде, а также на юге с озером Гоймер.
Алмере состоит из 6 районов, 3 из которых реконструируются.

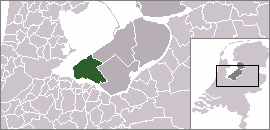
Положение Алмере на карте провинции Флеволанд и Нидерландов

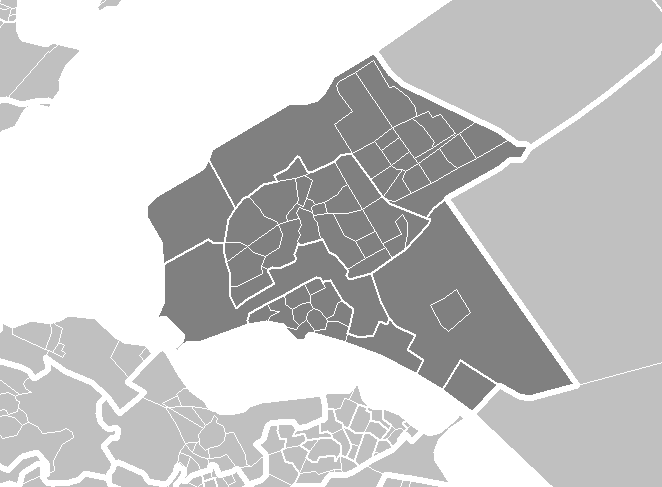
Карта Алмере

| Район         | Год появления | Положение |
| ------------- | ------------- | --------- |
| Алмере Хавен  | 1976          |           |
| Алмере Стад   | 1980          |           |
| Алмере Бёйтен | 1984          |           |
| Алмере Хаут   | 1991          |           |
| Алмере Поорт  | 2000          |           |
| Алмере Пампус |               |           |

## История
На территории будущей общины Алмере в XII—XX вв. находилась южная часть залива Северного моря Зёйдерзее, который вдавался на 5000 км² в территорию Нидерландов. Затем на этой территории находилось мелкое и пресноводное озеро Эйсселмер. В 1975 году часть его была осушена в рамках проекта «Зёйдерзее» и началось развитие будущей общины Алмере. Его первый дом был закончен в 1976 году. Алмере стал отдельной общиной в 1984 году. Община возглавляется бургомистром.
Город проектировался в 1970-е годы, поэтому ранние дома возводились в духе функционализма и стремления сгладить социальные различия.

В городе базируется футбольный клуб «Алмере Сити» (бывший «Омниворлд»).

## Административно-территориальное деление

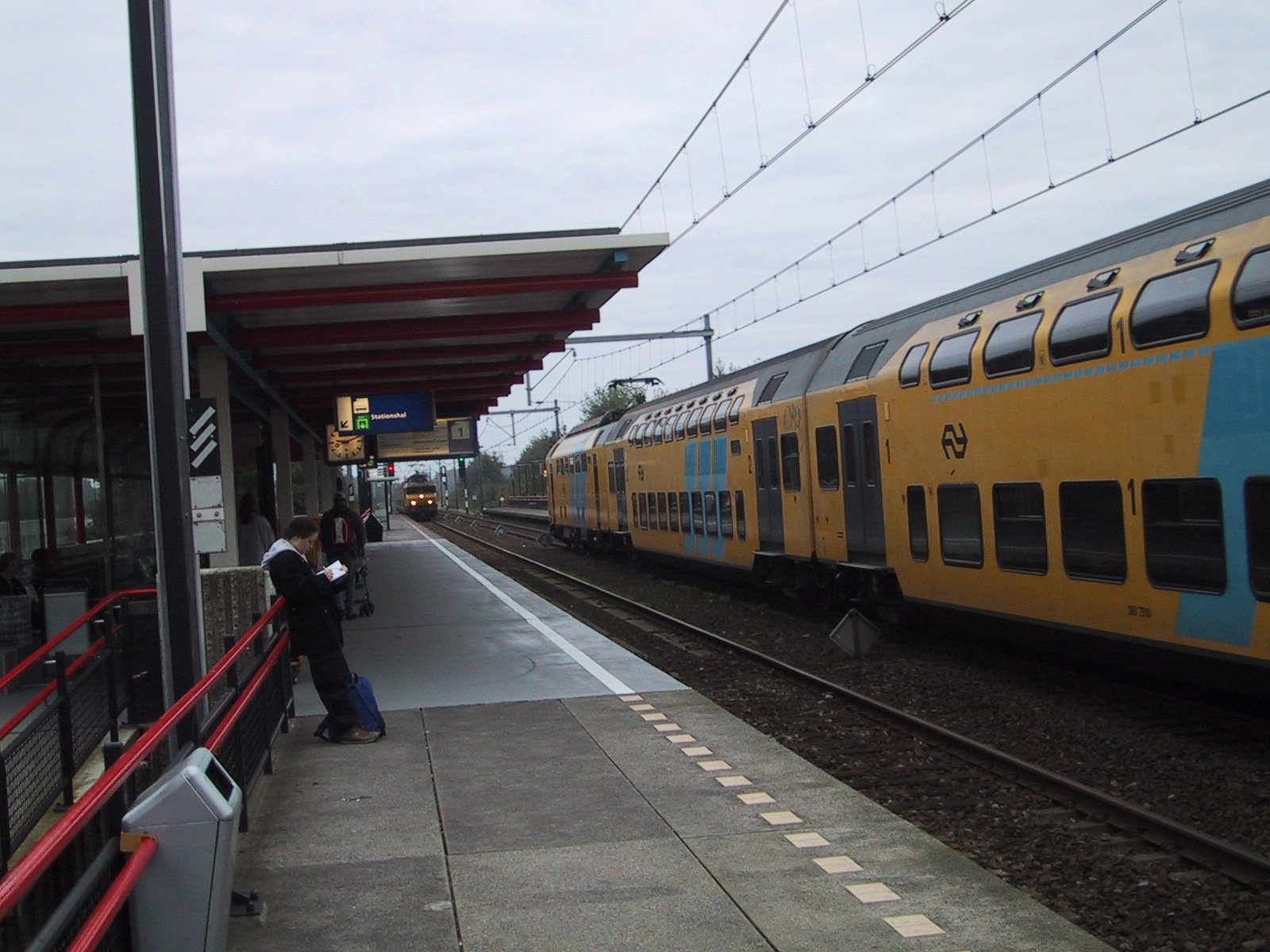
Станция в Алмере

Община разделена на 6 районов, в общей сложности в Алмере проживает 183 270 человек (на 1 января 2008 года).

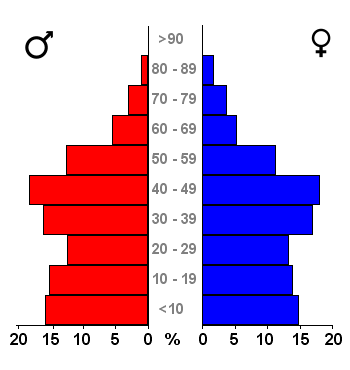
Демография

| Район         | Население, (2007) |
| ------------- | ----------------- |
| Алмере Хавен  | 22 507            |
| Алмере Стад   | 105 261           |
| Алмере Бёйтен | 51 751            |
| Алмере Хаут   | 1345              |
| Алмере Порт   | 134               |
| Алмере Пампус |                   |

## Демография
|      | Алмере Хавен | Алмере Стад | Алмере Бёйтен | Алмере Хаут | Алмере Порт | Алмере в целом |
| ---- | ------------ | ----------- | ------------- | ----------- | ----------- | -------------- |
| 1970 |              |             |               |             |             | 52             |
| 1975 |              |             |               |             |             | 47             |
| 1980 | 6596         |             |               |             |             | 6632           |
| 1985 | 21 410       | 17 240      | 1559          |             |             | 40 297         |
| 1990 | 22 355       | 37 024      | 11 499        |             |             | 71 087         |
| 1995 | 22 376       | 58 816      | 22 740        | 564         |             | 104 496        |
| 2000 | 22 237       | 83 934      | 35 290        | 1336        |             | 142 797        |
| 2005 | 22 590       | 103 560     | 47 358        | 1366        |             | 175 008        |
| 2009 | 22 382       | 107 115     | 54 228        | 1097        | 370         | 185 827        |

## Органы местного самоуправления

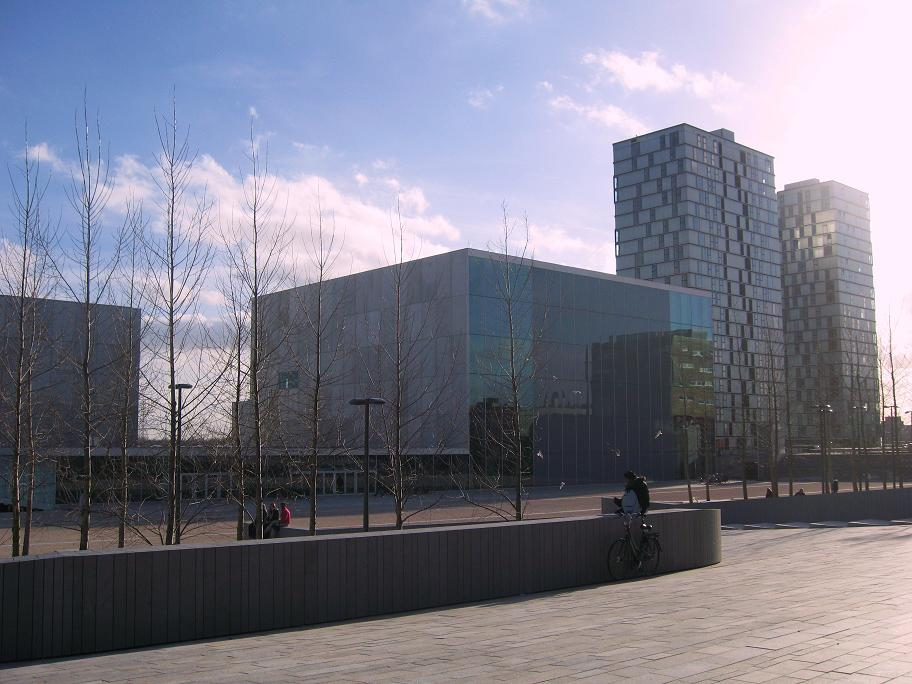
Театр «Schouwburg Almere»

Алмере является муниципальным образованием. Представительным органом городского самоуправления является муниципальный совет. Выборы 39 членов совета проходят раз в четыре года. В выборах имеет право принимать участие все взрослое население общины (с любым гражданством), ценз проживания в Алмере для участия в голосовании установлен в 5 лет. Исполнительным органом местного самоуправления является исполнительный совет, он формируется бургомистром и советом Администраторов. Последний формируется коалицией партий, одержавших победу на выборах в муниципальный совет. В Совете Администраторов Алмере — 4 человека.

## Транспорт

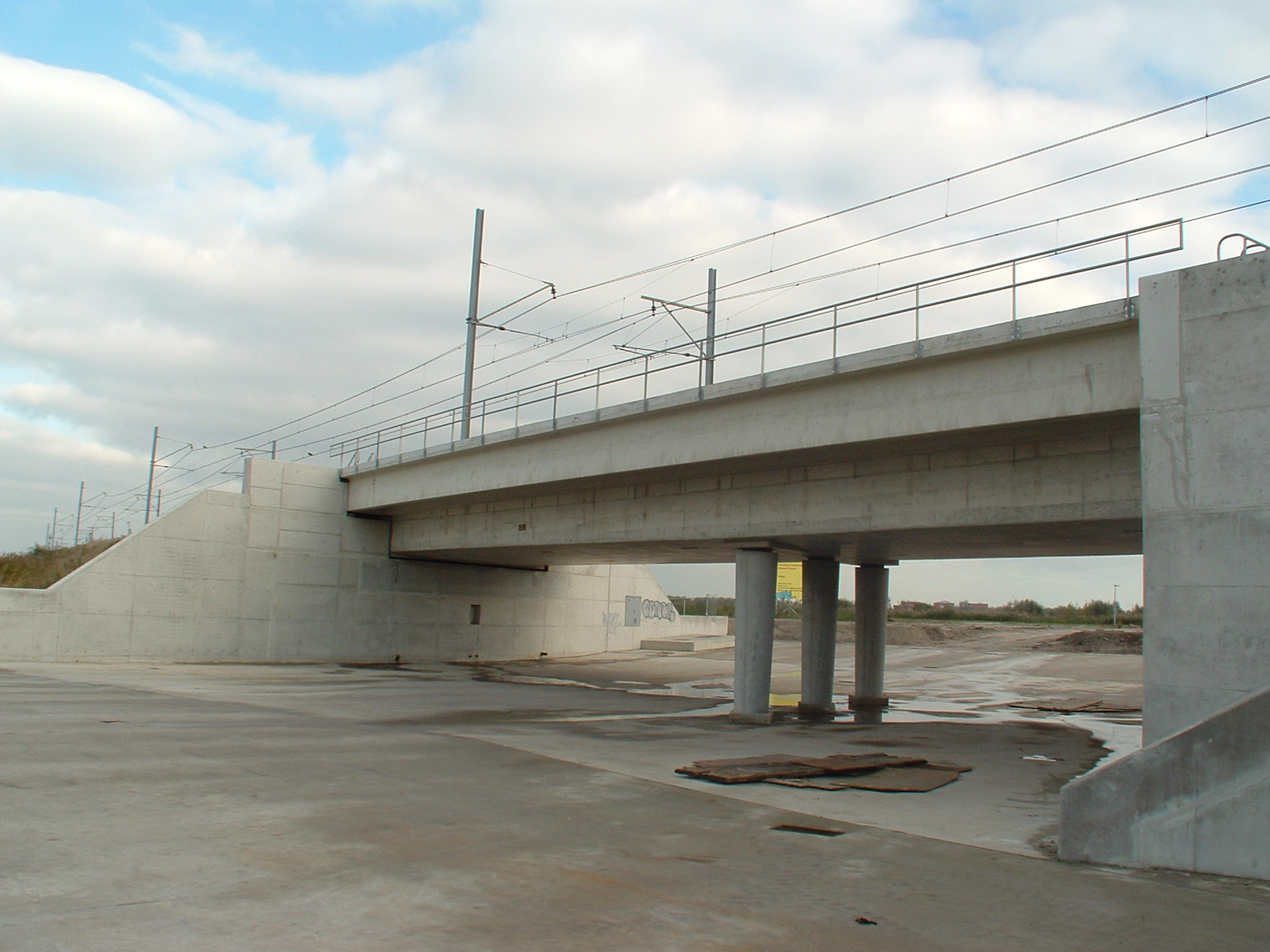
Вид строящейся станции «Алмере Порт»

Алмере крупный железнодорожный и автотранспортный узел. Через город проходят автострады A6 и A27.
В 1987 году Алмере был соединен с национальной сетью железных дорог (Nederlandse Spoorwegen), в 1988 году было окончательно закончено строительство железнодорожной ветки Флеволейн (nl:Flevolijn), связавшей Лелистад и Алмере со станцией Весп (nl:Station Weesp).
В муниципалитете Алмере — пять железнодорожных станций:
- Almere Muziekwijk (открыта в 1987 году)
- Алмере Сентрум (открыта в 1987 году)
- Almere Parkwijk (открыта в 1996 году)
- Алмере Бёйтен (открыта в 1987 году)
- Almere Oostvaarders (открыта в 2004 году).

Шестую станцию — Алмере Порт планируется открыть через три года.
Кроме того, Алмере соединен междугородним автобусным сообщением с Хилверсюмом, Зеволде, Хардервейком, аэропортом Амстердама Схипхол и железнодорожной станцией Амстердама Амстел.

### Городской транспорт

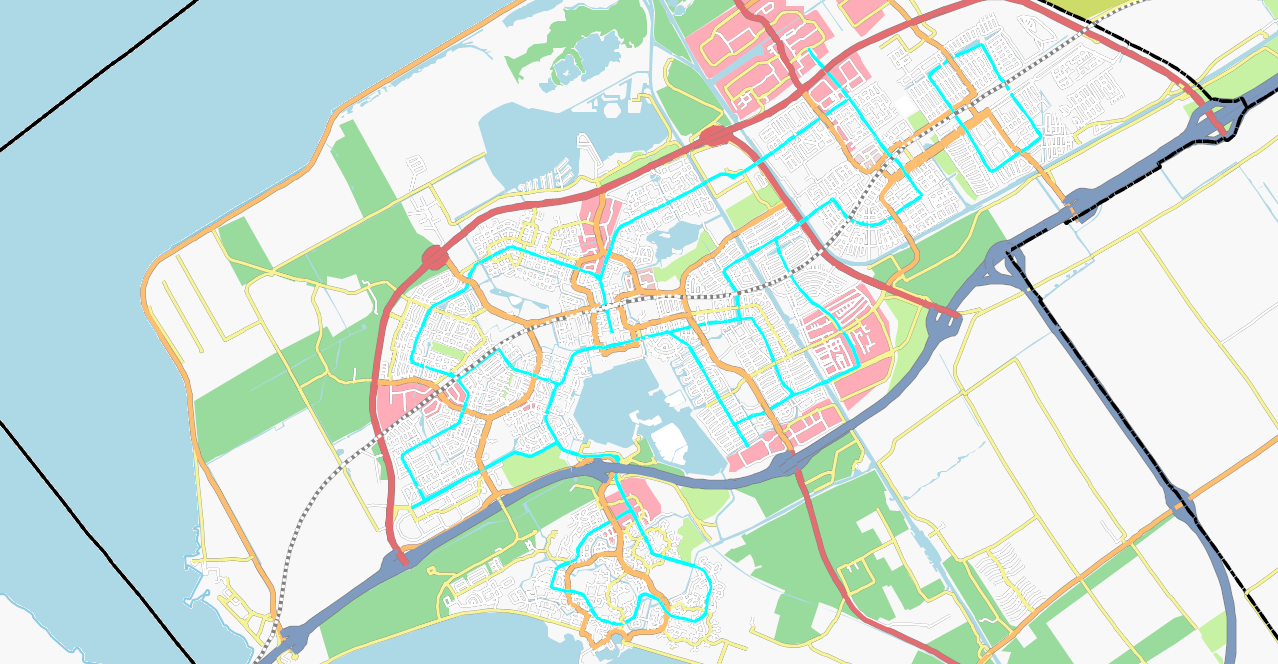
Транспорт в Алмере

Транспортная инфраструктура Алмере примечательна делением её на инфраструктуру для велосипедистов (включая отдельные велосипедные дорожки), автомобилистов и пассажиров автобусов (прежде всего отдельные полосы движения для автобусов).
В Алмере 10 автобусных линий, обслуживающих городские районы:
- 1 Алмере Бёйтен Stripheldenbuurt — Almere Haven de Marken
- 2 CS Almere — Gooisekant
- 3 Almere de Vaart — Almere Haven Centrum
- 4 CS Almere — Almere Poort Columbuskwartier
- 5 Almere Oostvaarders — Almere Busstation 't Oor
- 6 CS Almere — Almere Parkwijk
- 7 Almere Noorderplassen — Almere Sallandsekant
- 8 CS Almere — Kemphaan
- 9 Алмере Бёйтен — Алмере de Vaart
- 10 Алмере Бёйтен- Алмере Стад Gooisekant

Большая часть автобусов проходит по маршруту c периодичностью в 7 минут.

## Города-побратимы

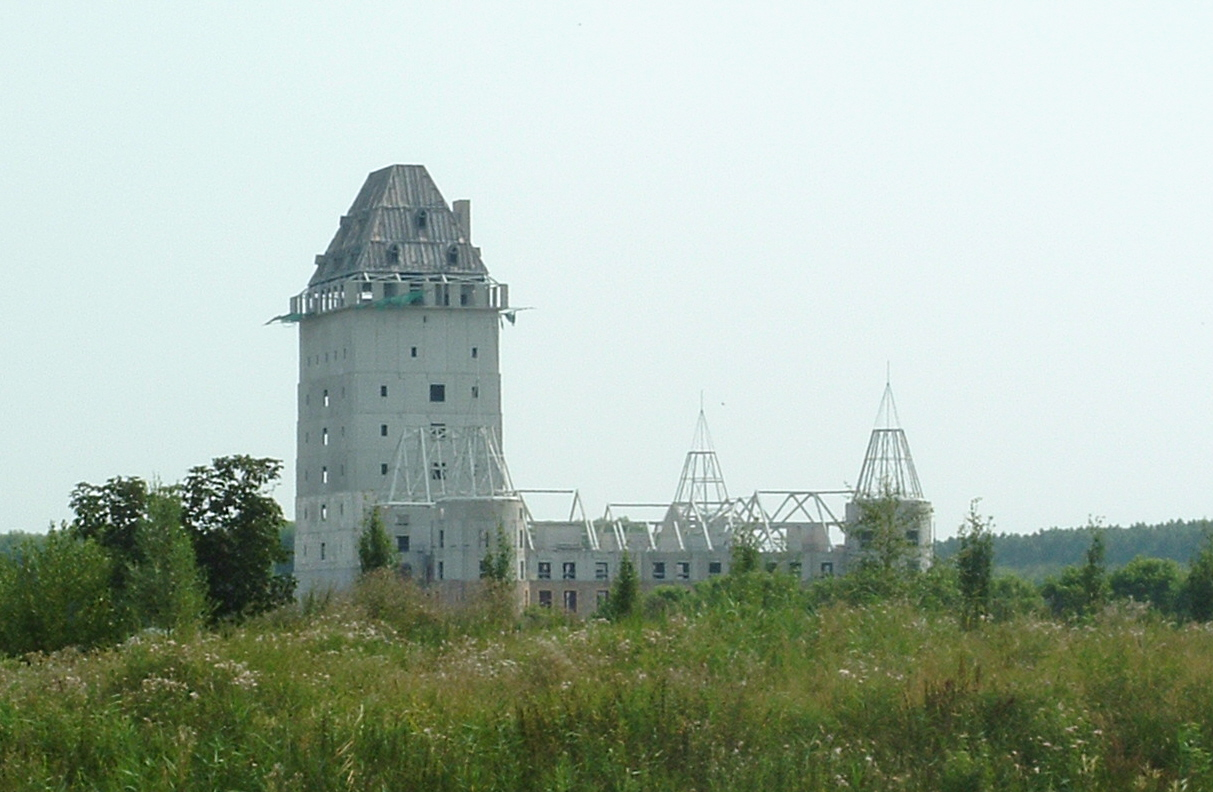
Строящийся замок в Алмере

Алмере является городом-побратимом для следующих городов мира:
- Ольборг, Дания
- Ческе-Будеёвице, Чехия
- Хаапсалу, Эстония
- Кумаси, Гана
- Ланкастер, Великобритания
- Милтон-Кинс, Великобритания
- Рендсбург, Германия
- Векшё, Швеция
- Дмитров, Россия[7]

## Известные жители
- Angerfist (Дэнни Мэсслинг; родился 20 июня 1981 года) более известен как Angerfist — габбер-музыкант и DJ.
- Буве, Петер (родился 1957 году в Ставердене) — нидерландский футболист и тренер. С 1 июля 2007 года Буве является главным тренером клуба «Омниворлд» из города Алмере.
- Мадуро, Хедвигес (родился в 1985 году в Алмере) — профессиональный нидерландский футболист, полузащитник «Валенсии» и национальной сборной Нидерландов.

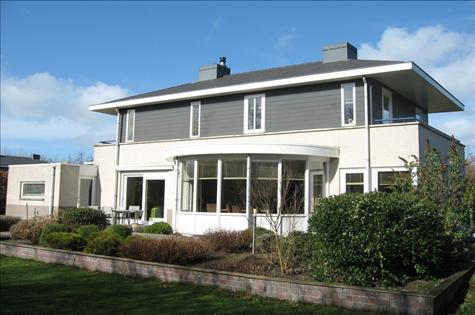
Типичный дом в Алмере